# Ecdeiocoleaceae
Ecdeiocoleaceae Cutler & Airy Shaw je čeleď jednoděložných rostlin z řádu lipnicotvaré (Poales). Starší taxonomické systémy řadily zástupce často do čeledi Restionaceae.

## Popis
Jsou to vytrvalé trsnaté xerofytické (suchomilné) byliny s oddenky. Listy jsou velmi redukované, šupinovité, střídavé, s listovými pochvami. Jsou to jednodomé rostliny s jednopohlavnými květy, samčí i samičí v 1 klásku. Květy uspořádány v květenstvích, ve vrcholových kláscích, buď jednotlivých vrcholových nebo po 2–3. Na bázi květu jsou listeny podobné plevám. Ovětí se skládá ze 6 lístků, 4 jsou ploché, 2 vnější bočně smáčklé, kýlnyté, okvětní lístky jsou nenápadné, podobné plevám. Tyčinek je 4–6, volné, v samičích květech jsou staminodia. Gyneceum se skládá ze 2 plodolistů, je synkarpní, semeník je svrchní. Plodem je nažka nebo jednosemenná tobolka.

## Rozšíření ve světě
Je známy 2-3 druhy, ve 2 rodech, Georgeantha hexandra a Ecdeiocolea monostachya. Vše endemiti jihozápadní Austrálie.